# هيروكي يامادا (لاعب كرة قاعدة)
هيروكي يامادا (باليابانية: 山田大樹؛ بالكانا: やまだ ひろき) هو لاعب كرة قاعدة ياباني، ولد في 30 يوليو 1988 في تسوكوبا في اليابان.

## وصلات خارجية
- هيروكي يامادا على موقع الدوري الياباني لكرة القاعدة (الإنجليزية)
- هيروكي يامادا على موقعبيزبول رفرنس.كوم (الدوري الثانوي) (الإنجليزية)